# 訃報 1995年10月
訃報 1995年10月（ふほう 1995ねん10がつ）では、1995年（平成7年）10月中に物故した、又は物故が報じられた人物についてまとめる。

## （1日 - 15日）

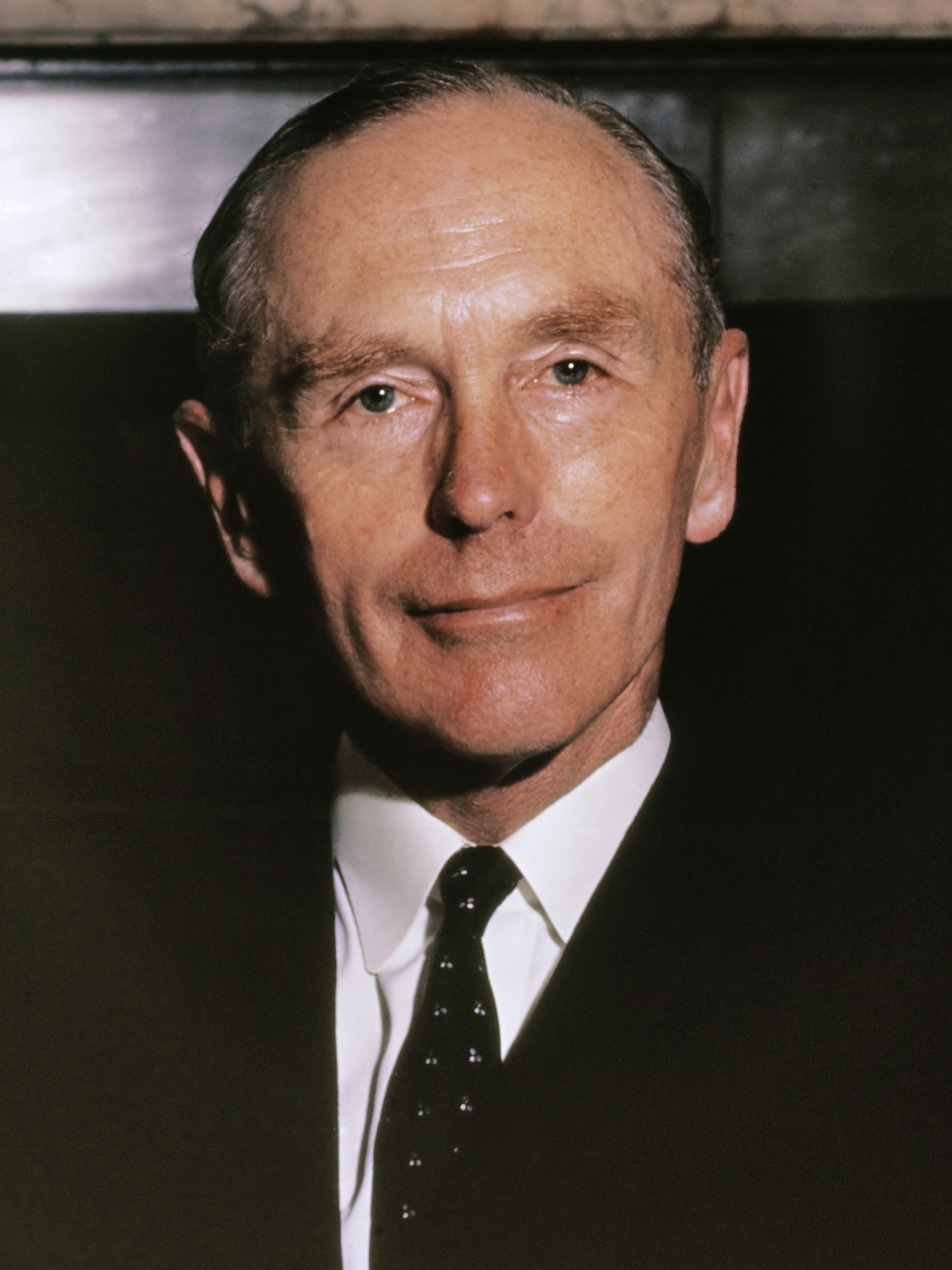
アレック・ダグラス＝ヒューム / 10月9日没

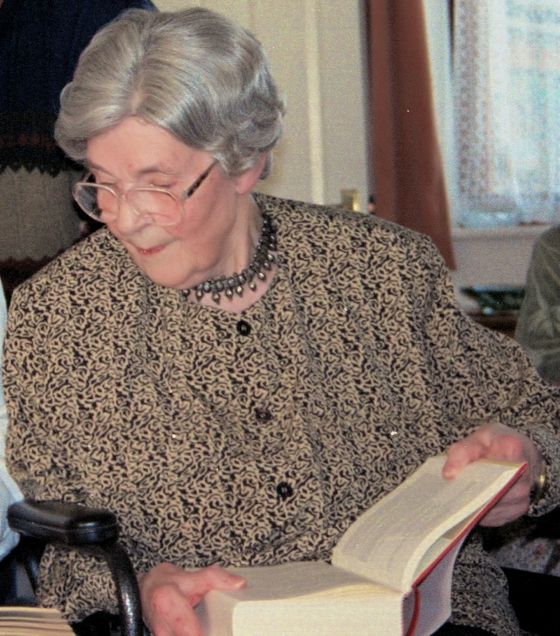
イーディス・パージター / 10月14日没

- 10月3日 - 松本克平、俳優（* 1905年）
- 10月5日 - 島田一男、社会心理学者（* 1923年）
- 10月7日 - 平泉洸、歴史学者（* 1924年）
- 10月8日 - 畑中時雄、プロ野球選手（* 1926年）
- 10月8日 - 小川健太郎、元プロ野球選手（* 1935年）
- 10月9日 - アレック・ダグラス＝ヒューム、元イギリス首相（* 1903年）
- 10月9日 - 小笠原貞子、政治家・元参議院議員（* 1920年）
- 10月14日 - イーディス・パージター、小説家（* 1913年）

## （16日 - 31日）

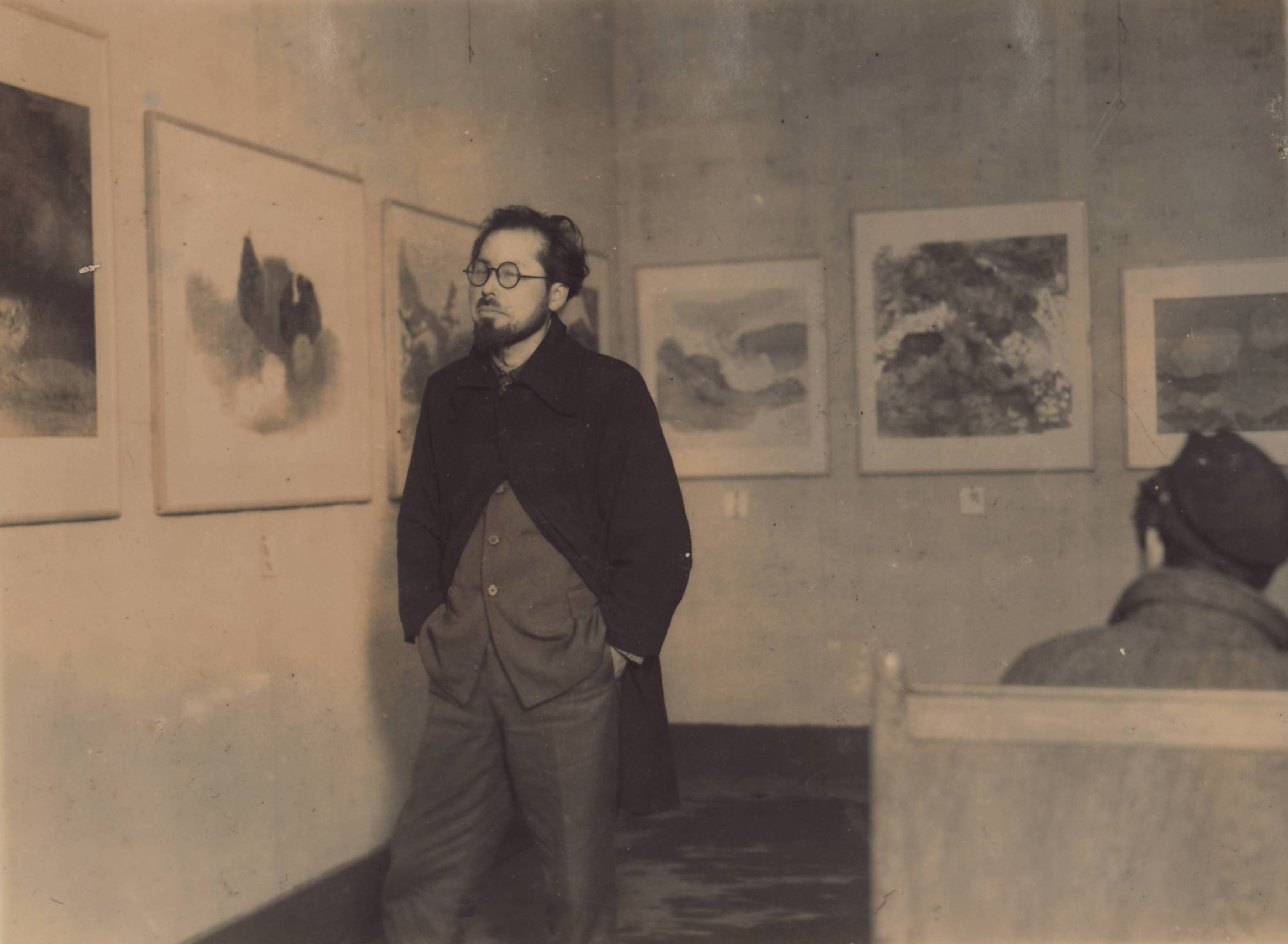
丸木位里 / 10月19日没

- 10月19日 - 丸木位里、画家（* 1901年）
- 10月24日 - 森野米三、物理化学者（* 1908年）
- 10月26日 - 松葉昇、元プロ野球選手（* 1922年）
- 10月30日 - 河北倫明、美術評論家（* 1914年）
- 10月30日 - 上杉隆憲、米沢上杉家16代目当主・元東京都児童会館長（* 1917年）
- 10月31日 - 高羽哲夫、カメラマン（* 1926年）